# Yekusiel Yehudah Halberstam
Pour les articles homonymes, voir Halberstam.
Yekusiel Yehudah Halberstam (Rudnik nad Sanem, Pologne, 10 janvier 1905 - Netanya 18 juin 1994) est un rabbin orthodoxe américain puis israélien, fondateur de la dynastie hassidique de Sanz-Klausenburg, survivant de la Shoah mais dont la femme et les onze enfants ont péri durant cette période. Il a fondé en 1975 l'Hôpital Laniado à Netanya, en Israël.

## Biographie
Yekusiel Yehudah Halberstam est né le 10 janvier 1905 à Rudnik nad Sanem, en Pologne,,.
Sa femme et dix de ses enfants ont été assassinés par les nazis pendant la Seconde Guerre mondiale. Son fils aîné a survécu à la guerre mais a succombé à la maladie dans un camp de personnes déplacées.
En juin 1944, il fait partie des 6.000 Juifs forcés de marcher de Varsovie à Dachau, sans eau. Il assiste alors à un miracle : De l'eau jaillit à profusion des sols, permettant aux prisonnier de se désaltérer sous le regard perplexe des soldats SS. C'est lors de cette marche qu'il s'est engagé envers Dieu à bâtir un hôpital s'il s'en sortait la vie sauve.
Il se remarie en 1947 avec la fille du rabbin Shmuel Dovid Ungar (en). L'un de leurs enfants, Zvi Elimelech Halberstam (en), est rabbin à Netanya.